# Claude Godbout
Claude Mireille Godbout (* 18. Juni 1986 in Québec) ist eine ehemalige kanadische Biathletin und Skilangläuferin.
Claude Godbout betrieb seit ihrem sechsten Lebensjahr Skilanglauf. Sie trat für den Verein Skibec Nordique an. Im Dezember 2003 debütierte sie in Calgary in einem 5-Kilometer-Rennen im Continental-Cup und wurde 23. Eine Saison später trat sie im Nor-Am Cup an und erreichte hier als Siebte in einem 5-Kilometer-Rennen in Gatineau ihr bestes Ergebnis. 2004 und 2005 startete sie bei den kanadischen Meisterschaften, kam jedoch nie unter die besten Zehn. Zur Saison 2005/06 wechselte Godbout zum Biathlon.

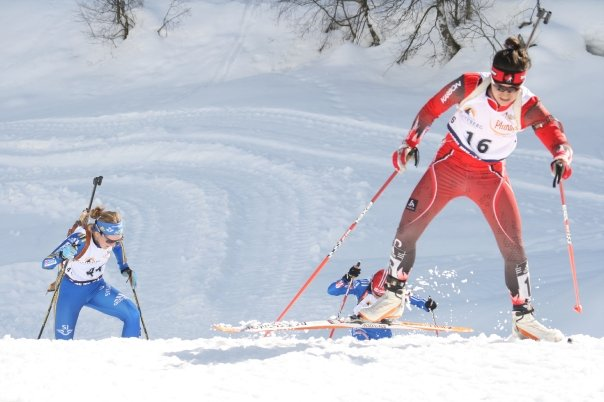
Claude Godbout, verfolgt von Lena Jansson, beim IBU-Cup 2009 in Ridnaun

Godbout startet im Biathlon für Courcellette und wird von Jean Paquet trainiert. Sie lebt in Québec, trainiert aber im nationalen Biathlon-Trainingszentrum in Valcartier. Schon zum Ende ihrer ersten Saison trat sie bei den Juniorenweltmeisterschaften in Presque Isle an und erreichte dort als 28. im Einzel, 33. des Sprints und 32. der Verfolgung das beste Ergebnis der kanadischen Starter. Seit der Saison 2006/07 trat sie auch im Junioren-Europacup an, ohne jedoch nennenswerte Platzierungen zu erreichen. Die Junioren-WM 2007 in Martell brachten als bestes Resultat einen siebten Rang mit der kanadischen Staffel. Zudem wurde sie Zweite im Verfolgungsrennen bei den kanadischen Meisterschaften 2007 in Charlo. Höhepunkt der Saison 2007/08 wurden die Biathlon-Europameisterschaften 2008 in Nové Město na Moravě, wo Godbout 48. im Einzel wurde, 54. im Sprint und 40. in der Verfolgung. Mit der Staffel kam sie zudem auf Platz elf. Zudem trat sie 2008 erstmals auch im Biathlon-Europacup an und erreichte als 19. einer Verfolgung in Cesana San Sicario erstmals eine Platzierung unter den Top 20. Die Nordamerikanischen Meisterschaften im Skiroller-Biathlon 2008 in Canmore brachten einen vierten Rang im Einzel sowie Platz acht in Sprint und Verfolgung. Nachdem Godbout die Qualifikation für die Biathlon-Weltmeisterschaften 2009 in Pyeongchang verpasst hatte, gelang ihr während der Vorbereitung für den IBU-Cup Ende Januar ein Sieg beim ältesten Langlaufwettbewerb Nordamerikas, dem 10-km-Rennen um den Coupe Lévis-Mirepoix an ihrem Wohnort Saint-Jean-Chrysostome. In der Saison 2009/10 gewann sie in La Patrie mit einem Sprint und einem Verfolgungsrennen ihre ersten Rennen im Biathlon-NorAm-Cup. Erfolgreich verliefen auch die Nordamerikanischen Meisterschaften im Biathlon 2010 in Fort Kent, bei denen Godbout als einzige namhafte Kanadierin teilnahm und hinter Tracy Barnes-Coliander in Sprint und Verfolgung Silber gewann und eine weitere Medaille im Massenstart als Viertplatzierte knapp verpasste. Zur Mitte der Saison 2010/11 gab die Kanadierin in Presque Isle ihr Debüt im Biathlon-Weltcup und wurde in ihrem ersten Sprint 54., die anschließende Verfolgung beendete sie auf Platz 50. In Fort Kent konnte sie ihre beste Platzierung im Sprint auf einen 48. Rang verbessern.
Godbout ist mit dem kanadischen Biathleten Marc-André Bédard liiert.